# Subaru Global Platform
Subaru Global Platform (яп. スバルグローバルプラットフォーム), сокр. SGP — автомобильная платформа японской компании Subaru, выпускающаяся с 2016 года.

## Описание
Первый автомобиль на платформе SGP — Subaru Impreza пятого поколения. Основные динамические преимущества SGP по сравнению с предыдущими платформами Subaru — повышенная прочность, повышенная жёсткость и пониженный центр тяжести. Переход на общую платформу улучшил гибкость и эффективность производства. Производственные линии могут быть изменены в соответствии со спросом за счёт производства различных моделей без существенной перенастройки, а общие детали могут быть повторно использованы между моделями.
По состоянию на 2021 год, на платформе SGP базируются все автомобили, производимые и продаваемые компанией Subaru. WRX, дебютировавший 10 сентября 2021 года, стал последней моделью на платформе SGP. Модели, выпущенные другими производителями и переименованные в Subaru (например, Justy и кей-кары), а также совместно разработанные автомобили Subaru BRZ/Toyota 86, не базируются на платформе SGP, хотя платформа второго поколения BRZ/86 подверглась влиянию SGP.

## Модельный ряд
- Impreza (2016 — настоящее время)
- XV / Crosstrek (2017 — настоящее время)
- Ascent (2018 — настоящее время)
- Forester (2018 — настоящее время)
- Legacy (2019—2025)
- Outback (2019 — настоящее время)
- Levorg / WRX Sportswagon / WRX GT (2020 — настоящее время)
- WRX (2022 — настоящее время)[17]

Второе поколение Subaru BRZ/Toyota GR86, разработанное совместно с Toyota, не выпускается на платформах SGP или TNGA, но «знания и методы», полученные при разработке SGP, привели к увеличению жёсткости шасси. Первое поколение выпускалось на платформе SI.
- Subaru Impreza (пятое поколение)
- Subaru Impreza (шестое поколение)
- Subaru XV/Crosstrek (второе поколение)
- Subaru Crosstrek (третье поколение)
- Subaru Ascent
- Subaru Forester (пятое поколение)
- Subaru Forester (шестое поколение)
- Subaru Legacy (седьмое поколение)
- Subaru Outback (шестое поколение)
- Subaru Levorg (второе поколение)
- Subaru WRX (второе поколение)